# Consogueapa
Consogueapa är en ort i Mexiko.   Den ligger i kommunen Soconusco och delstaten Veracruz, i den sydöstra delen av landet, 500 km öster om huvudstaden Mexico City. Consogueapa ligger 60 meter över havet och antalet invånare är 138.
Terrängen runt Consogueapa är platt. Runt Consogueapa är det ganska tätbefolkat, med 54 invånare per kvadratkilometer. Närmaste större samhälle är Acayucan, 6,5 km väster om Consogueapa. Omgivningarna runt Consogueapa är en mosaik av jordbruksmark och naturlig växtlighet.